# Марсель-11
Марсе́ль-11 (фр. Marseille-11) — кантон во Франции, находится в регионе Прованс — Альпы — Лазурный Берег. Департамент кантона — Буш-дю-Рон. Входит в состав округа Марсель.
Код INSEE кантона — 1322. 
Кантон был образован указом от 27 февраля 2014 года. В состав кантона вошла часть коммуны Марсель.

## Население
Население кантона на 2018 год составляло 76789 человек.